# Lary
Lary là một họ, tên riêng hoặc biệt danh, và có thể đề cập đến:
Là một họ:
- Al Lary (1928–2001), cầu thủ bóng chày người Mỹ
- Frank Lary (1930–2017), cầu thủ bóng chày người Mỹ
- Lyn Lary (1906–1973), cầu thủ bóng chày người Mỹ
- Yale Lary (1930–2017), cầu thủ bóng đá, doanh nhân và chính khách người Mỹ

Là một tên riêng hoặc biệt danh:
- Lary (ca sĩ) (sinh năm 1986), ca sĩ và người mẫu người Đức
- Lary Sorensen (sinh năm 1955), cầu thủ bóng chày người Mỹ

Trường hợp khác:
- Los Angeles Railway (Đường sắt Los Angeles)